# رودولفو دي أندا
رودولفو دي أندا (بالإسبانية: Rodolfo de Anda)‏ هو منتج أفلام وكاتب سيناريو ومخرج وممثل مكسيكي، ولد في 6 يوليو 1943 بمدينة مكسيكو في المكسيك، وتوفي في 1 فبراير 2010 بولاية أغواسكالينتس في المكسيك بسبب السكري.

## وصلات خارجية
- رودولفو دي أندا على موقع IMDb (الإنجليزية)
- رودولفو دي أندا على موقع أول موفي (الإنجليزية)
- رودولفو دي أندا على موقع قاعدة بيانات الفيلم (الإنجليزية)
- رودولفو دي أندا على موقع كينوبويسك (الروسية)